# Johannes Schmitt
Johannes Schmitt (né le 18 février 1943 à Berlin et mort le 28 décembre 2003 à Küssnacht) est un athlète allemand, spécialiste du 400 mètres.

## Biographie
Il remporte la médaille d'or du relais 4 × 400 mètres lors des championnats d'Europe de 1962, à Belgrade, en compagnie de Wilfried Kindermann, Hans-Joachim Reske et Manfred Kinder. 
Il se classe cinquième du 4 × 400 m lors des Jeux olympiques de 1964.

### Palmarès
| Date | Compétition           | Lieu     | Résultat | Épreuve   | Performance |
| ---- | --------------------- | -------- | -------- | --------- | ----------- |
| 1962 | Championnats d'Europe | Belgrade | 1er      | 4 × 400 m | 3 min 5 s 8 |
| 1964 | Jeux olympiques       | Tokyo    | 5e       | 4 × 400 m | 3 min 4 s 3 |

### Records
| Épreuve     | Performance | Lieu | Date |
| ----------- | ----------- | ---- | ---- |
| 400 m haies | 46 s 3      |      | 1963 |